# 2020년 하계 올림픽 과테말라 선수단
2020년 하계 올림픽 과테말라 선수단은 2021년 일본 도쿄에서 열린 2020년 하계 올림픽에 참가한 올림픽 과테말라 선수단이다.
과테말라는 도쿄에서 열리는 2020년 하계 올림픽에 출전했다. 원래 2020년 7월 24일부터 8월 9일까지 열릴 예정이었던 올림픽은 코로나19 범유행으로 인해 2021년 7월 23일부터 8월 8일로 연기되었다. 다른 세 번의 대회(1956년부터 1964년까지)에서는 선수 등록에 실패했음에도 불구하고 이번 하계 올림픽은 1952년 첫 대회 이후 과테말라의 15번째 하계 올림픽 출전이었다.

## 출전 선수
| 종목     | 남자 | 여자 | 전체 |
| -------- | ---- | ---- | ---- |
| 근대5종  | 1    | 0    | 1    |
| 배드민턴 | 1    | 1    | 2    |
| 사격     | 1    | 2    | 3    |
| 사이클   | 1    | 0    | 1    |
| 수영     | 1    | 1    | 2    |
| 역도     | 0    | 1    | 1    |
| 요트     | 1    | 1    | 2    |
| 유도     | 1    | 0    | 1    |
| 육상     | 7    | 2    | 9    |
| 조정     | 0    | 2    | 2    |
| 전체     | 14   | 10   | 24   |

## 같이 보기
- 올림픽 과테말라 선수단